# Јосемити Лејкс (Калифорнија)
Јосемити Лејкс (енгл. Yosemite Lakes) насељено је место без административног статуса у америчкој савезној држави Калифорнија.

## Демографија
По попису из 2010. године број становника је 4.952, што је 792 (19,0%) становника више него 2000. године.
| Група             | 2000.         | 2010.         |
| Белци             | 3.657 (87,9%) | 4.104 (82,9%) |
| Афроамериканци    | 15 (0,4%)     | 38 (0,8%)     |
| Азијати           | 29 (0,7%)     | 51 (1,0%)     |
| Хиспаноамериканци | 330 (7,9%)    | 517 (10,4%)   |
| Укупно            | 4.160         | 4.952         |